# Устройство за защита против дъгов пробив
Устройство за защита против дъгов пробив е вид релейна защита, използвана за защита против дъгов пробив. Дъговият пробив представлява непреднамерена серия или паралелна електрическа дъга между силови проводници. Това причинява опасно локално прегряване на проводници и запалване на тяхната изолация и съседни строителни конструкции; това е една от основните причини за вътрешни пожари, дължащи се на неизправности в електрическите проводници.
Това устройство се използва и като защита на силови трансформатори.